# Aíd al-Fitr
El Aíd al-Fitr(en árabe: عِيد اَلْفِطْر‎, romanizado: ʕīd al-fiṭr, lit. 'Fiesta de ruptura del ayuno'), a veces transcrito como Eíd al-Fitr o Aíd el-Fitr, también llamada en español como la Fiesta del Fin del Ayuno, Fiesta del Final del Ayuno o Fiesta de la Ruptura del Ayuno, es el primero de los dos días festivos oficiales celebrados dentro del islam. El Aíd al-Fitr es celebrado por los musulmanes de todo el mundo porque marca el final del mes de ayuno del Ramadán, que dura desde el amanecer hasta el anochecer. Aíd al-Fitr cae el primer día de shawwal en el calendario islámico; esto no siempre cae en el mismo día del calendario gregoriano, ya que el comienzo de cualquier mes lunar islámico varía según el momento en que las autoridades religiosas locales ven la luna nueva. 
Aíd al-Fitr tiene un azalá particular que consta de dos raka'ah que generalmente se realizan en un campo abierto o en una sala grande. Sólo puede realizarse en congregación y presenta siete takbir adicionales (levantar las manos hasta los oídos mientras se recita el takbir, diciendo «Allāhu ʾAkbar», que significa ‘Dios es el más grande’). 
En la escuela hanafí del islam sunita, hay tres takbir al comienzo del primer raka'ah y tres justo antes del rukú en el segundo raka'ah. Otras escuelas sunitas suelen tener doce takbir, igualmente divididos en grupos de siete y cinco. En el islam chiita, el azalá tiene seis takbir en el primer raka'ah al final del tilāwa, antes del rukú, y cinco en el segundo. Dependiendo de la opinión jurídica de la localidad, este azalá es obligatorio o muy recomendable. Después del azalá, los musulmanes celebran el Aíd al-Fitr de diversas formas, siendo la comida el tema central.

## Historia
Según la tradición musulmana, el Aíd al-Fitr fue originado por el profeta islámico Mahoma. Según ciertas tradiciones, estas fiestas se iniciaron en Medina después de la migración de Mahoma desde La Meca. Anas, un conocido compañero del profeta islámico, narró que cuando Mahoma llegó a Medina encontró a la gente celebrando dos días específicos en los que se entretenían con recreación y alegría. Ante esto, Mahoma comentó que Alá había fijado dos días de fiesta: Aíd al-Fitr y Aíd al-Adha.

## Sunna
La sunna son los requisitos recomendados que, formaban parte de la costumbre del profeta Mahoma, y que los musulmanes deben cumplir durante esta celebración, son trece y se enumeran a continuación:
- Vestirse según la sharía.
- Bañarse.

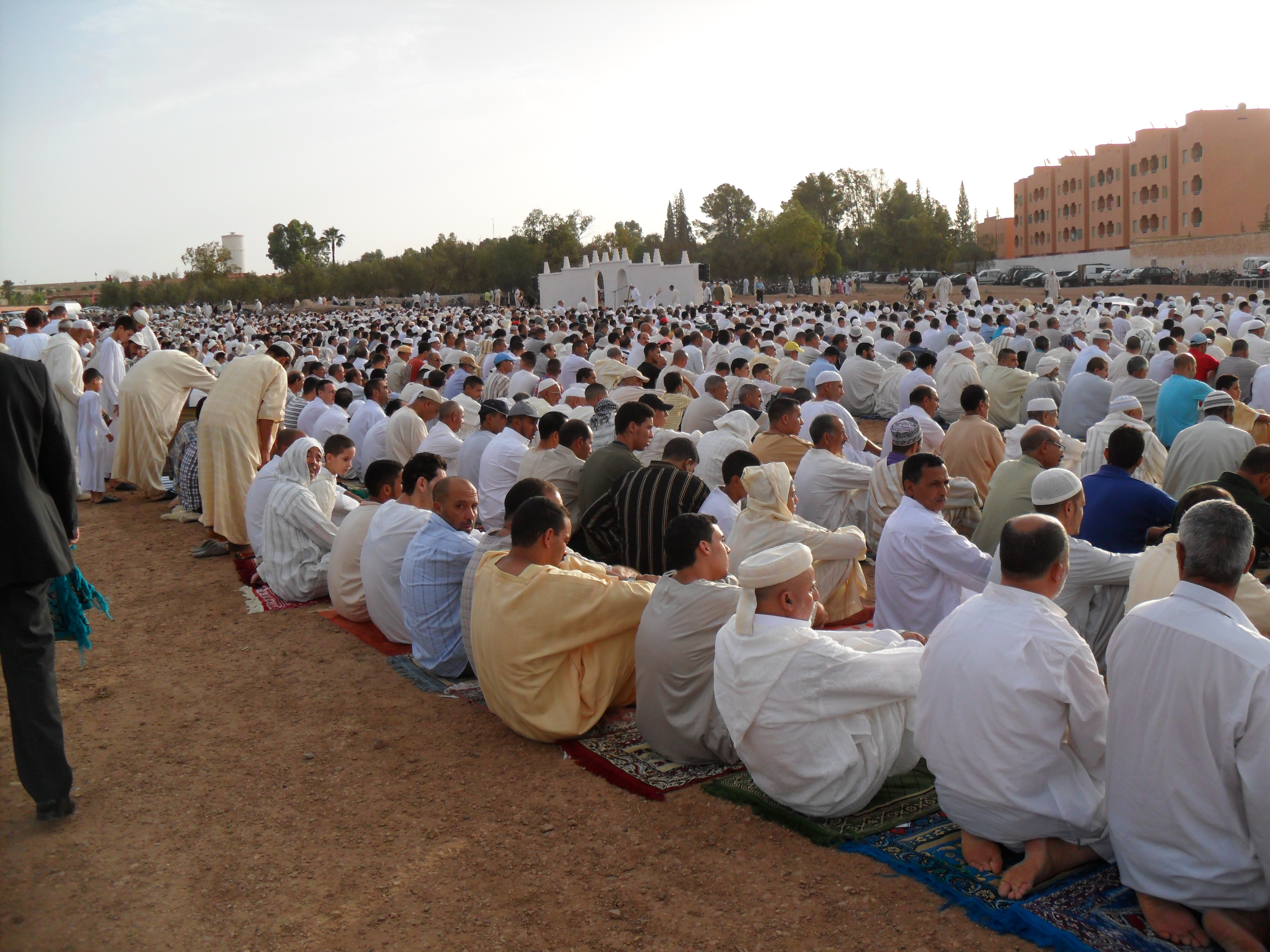
Aíd al Fitr en Marruecos

- Usar miswaak para la higiene dental y oral.
- Vestir con lo mejor que se tenga.
- Perfumarse lo mejor posible.
- Despertarse a la madrugada.
- Ir lo más pronto posible al sitio donde se realice el rezo del Eid.
- Antes de ir se debe comer algo dulce, como dátiles.
- Dar sadaqatul fitr antes de ir.
- Rezar la plegaria del Eid en donde todos lo hacen. Es decir, no se puede rezar en casa salvo causas extremas comprobadas.
- Después de rezar se debe volver a casa por un camino diferente al que se vuelve siempre.
- Para ir hay que hacerlo caminando.
- Recitar suavemente el takbir mientras se dirigen al lugar.

## Prácticas en el Medio Oriente

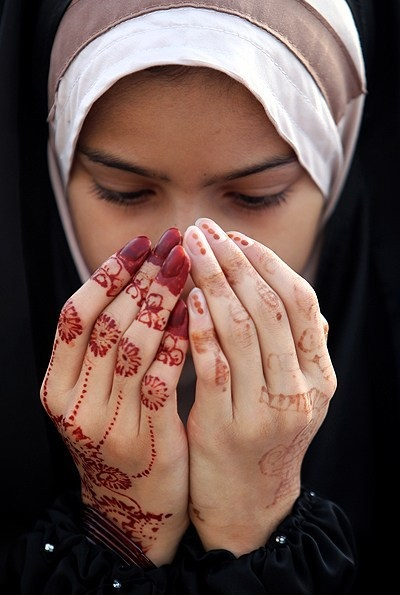
Una joven con sus manos decoradas con henna, durante la oración del Eid.

### Estados árabes del golfo pérsico
En los Emiratos Árabes Unidos y otros estados árabes del golfo pérsico como Catar, los hombres suelen comprar nuevas Kandora (túnica larga blanca tradicional) o tiñen sus Kandoras existentes con aceite de nuez. Las mujeres llevaban ropa especial para la ocasión, junto con perfumes y trenzas especiales. La mayoría de los majlises ofrecen frutas, dátiles, té o café a los visitantes. Los que viven en zonas rurales suelen celebrarlo con más modestia. Los edificios, las tiendas, las carreteras y las casas de las ciudades de los EAU se decoran con brillantes luces festivas. También se celebrarían muchos espectáculos como teatros.
En Baréin, las familias suelen celebrar la fiesta con una cena de eid que consiste en platos de arroz quzi o machboos, mientras que los dulces populares incluyen halwa o khanfroosh.  Los hombres suelen llevar thawb y las mujeres abaya, estas últimas también pintan henna árabe tatuajes en las manos o los pies.
Los saudíes decoran sus casas y preparan suntuosas comidas para familiares y amigos. Preparan ropa y zapatos nuevos para la fiesta. Las festividades del Eid en Arabia Saudí pueden variar culturalmente según la región, pero un hilo conductor en todas las celebraciones es la generosidad y la hospitalidad. Es una tradición saudí habitual que las familias se reúnan en la casa patriarcal después de las oraciones del Eid. Antes de que se sirva la comida especial del Eid, los niños pequeños se pondrán en fila delante de cada miembro adulto de la familia, que dispensará dinero como regalo a los niños.
Los omaníes suelen comer alimentos como el shuwa con el café kahwa. En algunos lugares, como Ibri, se suelen interpretar canciones folclóricas y bailes tradicionales.
Los niños se reúnen en pequeños grupos de coro frente a una casa y cantan. El canto tiene por objeto invocar a Dios para que bendiga al más pequeño de la familia, para que lo mantenga sano y para que la madre siga siendo feliz. Cuanto más canten, más frutos secos y dulces recibirán. La tradición del Qarqee'an pretende difundir el amor, la felicidad y el afecto entre adultos y niños Gargee'an.
En los tiempos modernos, los supermercados, las empresas y los centros comerciales compiten para atraer a los niños durante esta época a través de la publicidad en los periódicos y en la televisión, y ofreciendo promociones especiales y organizando eventos Qarqee'an cerrados para comercializar.

### Irán

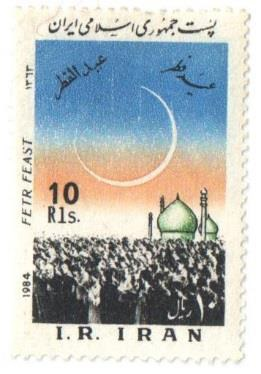
Sello postal de Irán alusivo a la fiesta de Eid al-Fitr (1984).

En Irán, en los últimos días del mes de Ramadán, varios grupos de expertos que representan a la oficina de Ayatolá Jamenei acuden a las diferentes zonas del país para determinar la fecha del Eid al-Fitr. Los musulmanes iraníes participan en la oración del Eid al-Fitr y pagan el Zakat al-Fitr. La oración del Eid al-Fitr, y el siguiente sermón, han sido dirigidos por el ayatolá Seyyed Ali Jamenei, Líder Supremo de Irán, en el Imam Jomeini de Teherán. Gran Recinto de Oración (Mossalla). La celebración suele estar marcada por una fiesta nacional de uno o dos días.

### Turquía

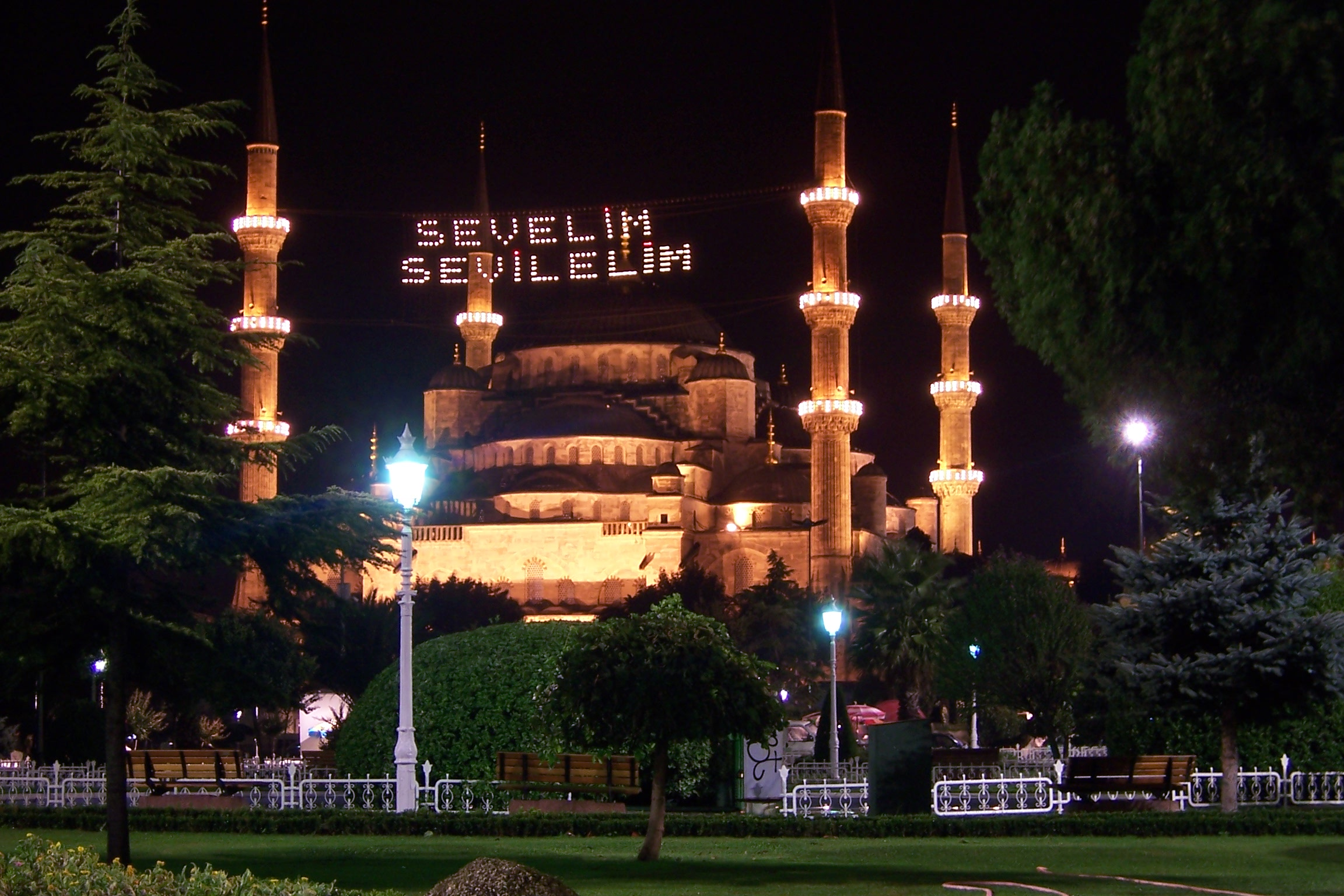
Los deseos tradicionales del Bayram del Municipio Metropolitano de Estambul, que dicen "Amemos, seamos amados", en forma de luces de mahya extendidas a través de los minaretes de la Mezquita Azul en Estambul.

En Turquía, las fiestas que se celebran en todo el país se denominan bayram, y Eid al-Fitr se denomina tanto Ramazan Bayramı ("Ramadán Bayram") como Şeker Bayramı ("Ramadán Bayram de los Dulces/Azúcar"). Es una época en la que la gente asiste a los servicios de oración, se pone sus mejores ropas (denominadas bayramlık, a menudo compradas sólo para la ocasión), visita a todos sus seres queridos (como familiares, vecinos y amigos) y presenta sus respetos a los difuntos con visitas organizadas a los cementerios. También es costumbre que los niños pequeños recorran su vecindario, de puerta en puerta, y deseen a todo el mundo un "Feliz Bayram", por lo que son premiados con caramelos, chocolates, dulces tradicionales como baklava y delicias turcas, o una pequeña cantidad de dinero en cada puerta.
Las mezquitas, los minaretes y las fuentes públicas suelen iluminarse para la ocasión, y por las noches se celebran eventos populares como conciertos de música sufí y ceremonias de baile de derviches, espectáculo de sombras y marionetas.

### Egipto

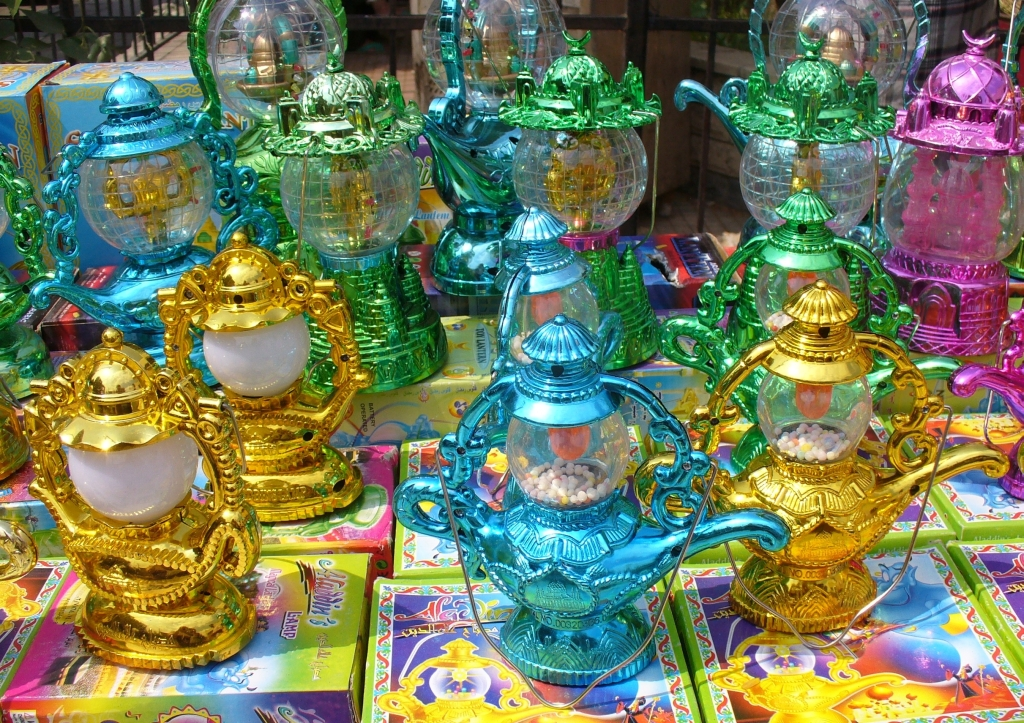
Los coloridos faroles de Ramadán (fanous) en un zoco en Egipto.

Los egipcios dedican el primer día de Eid al-Fitr a reunir a todos los miembros de la familia y celebrar el Eid en jardines públicos. Es costumbre que los niños reciban también un Eidi, una pequeña suma de dinero que se gastará en actividades a lo largo del Eid. A los egipcios les gusta celebrarlo con los demás, por lo que las calles siempre están abarrotadas durante los días y las noches del Eid.

### Israel, Palestina, Jordania, Siria, Líbano
Después de la oración del Eid al-Fitr, los habitantes de Jerusalén decoran los patios de la mezquita de Al-Aqsa con juguetes para los niños que vienen de todas las zonas palestinas para participar en los rituales de la oración del Eid al-Fitr. Muchos palestinos salen a visitar a las familias de los encarcelados, visitan las propias cárceles y visitan las tumbas de los mártires para depositar coronas en ellas.
Un día antes del Eid, la mezquita de Al-Aqsa se engalana con los adornos del Eid, los minaretes cantan el takbeer y los mercados antiguos se llenan de niños y mujeres que llevan bandejas de pasteles hacia las panaderías. 
Palestinos y jordanos decoran sus casas y preparan suntuosas comidas para sus familiares y amigos. Preparan ropa y zapatos nuevos para la fiesta. Las festividades del Eid en Palestina y Jordania pueden variar culturalmente según la región, pero un hilo conductor en todas las celebraciones es la generosidad y la hospitalidad. Es una tradición jordana 
Es una tradición palestina jordana que las familias se reúnan en la casa patriarcal después de las oraciones del Eid. Antes de que se sirva la comida especial del Eid, los niños pequeños se colocan en fila delante de cada miembro adulto de la familia, que reparte dinero como regalo a los niños. Los jordanos también cuelgan faroles fanous.
En Líbano, durante el Eid al-Fitr se celebran muchos conciertos de superestrellas libanesas y de otros países árabes. Los músicos también actúan en el paseo marítimo de Beirut. Otras actividades incluyen exposiciones de arte.
Ma'amoul y Kahk son golosinas populares de galletas que se hornean y consumen durante el Eid en Palestina, Jordania, Siria y Líbano.

### Irak
En Irak, kleicha (la merienda tradicional) y el cordero son alimentos populares.
Los kurdos iraquíes suelen visitar los cementerios para recordar a sus seres queridos un día antes de la fiesta. Después de las oraciones, las familias kurdas iraquíes se reúnen para tomar grandes desayunos de arroz y guiso, así como dulces, frutos secos y bebidas con cafeína.

### Yemen
En Yemen, Bint al-sahn es el aperitivo preferido durante las celebraciones del Eid.

## Calendario
- 30 de junio de 1984
- 20 de junio de 1985
- 9 de junio de 1986
- 29 de mayo de 1987
- 17 de mayo de 1988
- 7 de mayo de 1989
- 26 de abril de 1990
- 16 de abril de 1991
- 5 de abril de 1992
- 25 de marzo de 1993
- 14 de marzo de 1994
- 3 de marzo de 1995
- 21 de febrero de 1996
- 9 de febrero de 1997
- 30 de enero de 1998
- 19 de enero de 1999
- 8 de enero de 2000
- 27 de diciembre de 2000
- 16 de diciembre de 2001
- 6 de diciembre de 2002
- 25 de noviembre de 2003
- 14 de noviembre de 2004
- 3 de noviembre de 2005
- 24 de octubre de 2006
- 13 de octubre de 2007
- 1 de octubre de 2008
- 20 de septiembre de 2009
- 10 de septiembre de 2010
- 30 de agosto de 2011
- 19 de agosto de 2012
- 8 de agosto de 2013
- 28 de julio de 2014
- 17 de julio de 2015
- 6 de julio de 2016
- 25 de junio de 2017
- 15 de junio de 2018
- 4 de junio de 2019
- 23 de mayo de 2020
- 13 de mayo de 2021
- 2 de mayo de 2022
- 21 de abril de 2023
- 10 de abril de 2024
- 30 de marzo de 2025